# Шевнин, Евгений Борисович
Евгений Борисович Шевнин (род. 15 января 1982; Пермь, РСФСР, СССР) — тренер-преподаватель по карате-кёкусинкай. Мастер спорта России международного класса. Участник международных соревнований.

## Биография
Евгений родился 15 января 1982 в российском городе Пермь.
Окончил Пермский Государственный университет в 2005 году.
Сдал экзамены на 1-й дан в 2005 году К. Гораю (6-й дан, Япония), на 2-й дан в 2007 году А. Алымову (5-й дан, Россия).

## Спортивные достижения
- Мастер спорта России международного класса
- Чемпион Европы по кумитэ среди мужчин (Испания, Барселона, 2006)
- Победитель Балканского чемпионата по Киокушинкай каратэ среди мужчин (Греция, Волос, 2006)
- Участник 9-го Абсолютного чемпионата мира по кумитэ среди мужчин (Япония, Токио, 2007)
- Стал обладателем бронзовой награды в весовой категории до 90 кг. в международном чемпионате города по каратэ киокушинкай (Украина, Киев, 2013)